# Liangshanella
Liangshanella is een geslacht van uitgestorven kreeftachtigen uit de klasse van de Ostracoda (mosselkreeftjes).

## Soorten
- Liangshanella chiehi Huo, 1956 †
- Liangshanella jinningensis Huo & Shu, 1985 †
- Liangshanella kalpinensis Zhang, 1981 †
- Liangshanella liangshanensis Huo, 1956 †
- Liangshanella lubrica Qian & Zhang, 1983 †
- Liangshanella minuta Shu, 1985 †
- Liangshanella obesa Huo, 1956 †
- Liangshanella orbicularis Li (Y.-W.), 1975 †
- Liangshanella striata Huo & Shu, 1985 †
- Liangshanella yunnanensis Zhang, 1974 †